# Muntura Nikon 1
La muntura d'objectiu Nikon 1 va ser desenvolupada per Nikon per a les seves càmeres d'objectiu intercanviable sense mirall de sensor d'1 polzada.
Aquesta, va ser presentada el setembre de 2011, i les primeres càmeres amb aquesta muntura van ser la Nikon 1 V1 i la J1.
La muntura té una distància de brida de 17mm i un diàmetre intern de 40mm. Al utilitzar-se amb un sensor d'1 polzada, les càmeres tenen un factor de retall de 2,7x.
El 2018, després de tres anys de no anunciar cap producte nou d'aquesta sèrie, Nikon va anunciar oficialment que aquesta muntura i gamma de productes es descatalogava.

## Esquema de noms de les càmeres amb muntura 1

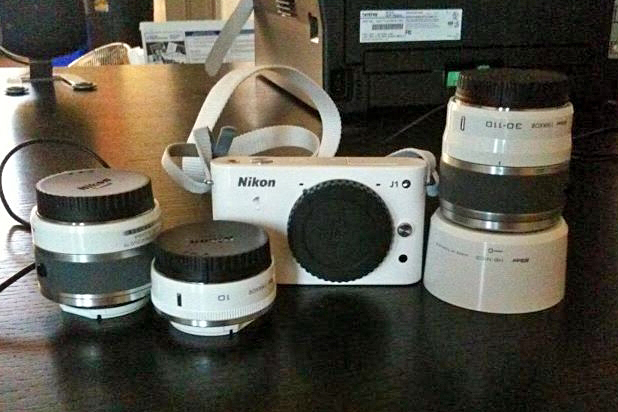
Nikon J1 amb varis objectius

## Esquema de noms de les càmeres amb muntura 1[1]
| Model | Any  |
| ----- | ---- |
| J1    | 2011 |
| V1    | 2011 |
| J2    | 2012 |
| V2    | 2012 |
| J3    | 2013 |
| S1    | 2013 |
| AW1   | 2013 |
| J4    | 2014 |
| V3    | 2014 |
| S2    | 2014 |
| J5    | 2015 |

## Sigles
Igual que tots els altres fabricants d'objectius, Nikon també usa un conjunt de sigles per a designar aspectes bàsics de cada objectiu:
- VR (Vibration Reduction): Sistema d'estabilitzador d'imatge incorporat a l'objectiu
- AW (All Weather): Objectius resistents a cops, aigua i pols
- PD-Zoom (Power Drive): Control de zoom motoritzat

## Objectius

### Objectius fixos
| Distància focal | Distància focal equivalent a 35mm | Obertura | Any  | Distància mínima d'enfoc | IS | Diametre de filtre |
| --------------- | --------------------------------- | -------- | ---- | ------------------------ | -- | ------------------ |
| 10mm            | 27mm                              | 2.8      | 2011 | 0.20m                    | No | 40.5mm             |
| 10mm AW         | 27mm                              | 2.8      | 2013 | 0.20m                    | No | 40.5mm             |
| 18.5mm          | 50mm                              | 1.8      | 2012 | 0.20m                    | No | 40.5mm             |
| 32mm            | 87mm                              | 1.2      | 2013 | 0.45m                    | No | 52mm               |

### Objectius zoom
| Distància focal | Distància focal equivalent a 35mm | Obertura  | Any  | Distància mínima d'enfoc | IS | Diametre de filtre |
| --------------- | --------------------------------- | --------- | ---- | ------------------------ | -- | ------------------ |
| 6.7-13mm        | 18-35mm                           | 3.5 - 5.6 | 2013 | 0.25m                    | Sí | 52mm               |
| 10-30mm         | 27-81mm                           | 3.5 - 5.6 | 2011 | 0.20m                    | Sí | 40.5mm             |
| 10-30mm PD      | 27-81mm                           | 3.5 - 5.6 | 2014 | 0.20m                    | Sí | -                  |
| 10-100mm        | 27-270mm                          | 4.5 - 5.6 | 2013 | 0.35m                    | Sí | 55mm               |
| 10-100mm        | 27-270mm                          | 4.5 - 5.6 | 2011 | 0.30m                    | Sí | 72mm               |
| 11-27.5mm       | 29.7-74.2mm                       | 3.5 - 5.6 | 2012 | 0.30m                    | No | 40.5mm             |
| 11-27.5mm AW    | 29.7-74.2mm                       | 3.5 - 5.6 | 2013 | 0.30m                    | No | 40.5mm             |
| 30-110mm        | 81-297mm                          | 3.8 - 5.6 | 2011 | 1.0m                     | Sí | 40.5mm             |
| 70-300mm        | 189-810mm                         | 4.5 - 5.6 | 2014 | 1.0m                     | Sí | 62mm               |

## Adaptadors
- Nikon FT1: Permet utilitzar objectius de Nikon amb muntura F, a càmeres amb muntura 1. Si s'usen objectius AF-S, l'autoenfocament funcionarà igual amb l'adaptador.[20] Gràcies a aquest adaptador, el petit sensor d'imatge que incorporen aquestes càmeres i òptiques de muntura Nikon F, es poden conseguir grans distàncies focals.[21]

## Terceres marques
En ser una gamma de càmeres i objectius que no va durar molts anys al mercat, poques marques van fabricar objectius amb aquesta muntura. En el seu moment van existir els següents objectius, fora de la gamma de Nikon:
- Samyang / Rokinon 7.5mm f/8 RMC Fisheye: Amb una distància focal equivalent de 20.25mm i amb enfocament manual.[22]
- Dörr Fisheye 7.5mm f/8: Amb una distància focal equivalent de 20.25mm i amb enfocament manual.[23]